# Tahiti tengerilégykapó
A tahiti tengerilégykapó (Pomarea nigra) a madarak (Aves) osztályának verébalakúak (Passeriformes) rendjébe, ezen belül a császárlégykapó-félék (Monarchidae) családjába tartozó faj.

## Előfordulása
Tahiti szigetén őshonos és endemikus. Ez a sziget Francia Polinéziához tartozik. Az élőhely elvesztése fenyegeti. A Természetvédelmi Világszövetség listáján a kihalóban lévő kategóriában szerepel. Manapság már csak 50 példány létezik ebből a fajból.

## Megjelenése
A tahiti tengerilégykapó 15 centiméter hosszú. A felnőtt madár tollazata fekete, csőre világoskék. A fiatal madár vöröses-barna színezetű. Éneke tick-tick-tick-ekből áll; hangja fuvolaszerű.

## Életmódja
Ez a madár faj, a Tahitin élő Neonauclea forsteri nevű fák lombkoronái között él és költ.

## Veszélyeztetettsége
A tahiti tengerilégykapót az erdőirtás és az idegen, inváziós növényfajok, mint például a Miconia calvescens és az afrikai tulipánfa (Spathodea campanulata) behurcolása veszélyezteti (ezek az idegen növényfajok kiszorítják az őshonos fákat). Továbbá a betelepített házi kecske (Capra aegagrus hircus) is kárósítja a tahiti tengerilégykapó számára fontos fákat. A házi patkányok (Rattus rattus) és a macskák (Felis silvestris catus) megeszik a tojásait és fiókáit. A Todiramphus veneratus nevű jégmadár versengésben van ezzel a tengerilégykapóval.

### Fordítás
- Ez a szócikk részben vagy egészben  a   Tahiti Monarch című angol Wikipédia-szócikk ezen változatának fordításán alapul.  Az eredeti cikk szerkesztőit annak laptörténete sorolja fel. Ez a jelzés csupán a megfogalmazás eredetét és a szerzői jogokat jelzi, nem szolgál a cikkben szereplő információk forrásmegjelöléseként.